# Rüdiger Rehm
Pour les articles homonymes, voir Rehm.
Rüdiger Rehm, né le 22 novembre 1978, estentraîneur d'équipe de football.

## Biographie
Rehm est le joueur, avec Willi Landgraf, ayant obtenu le plus de cartons rouges, neuf, dans le Championnat d'Allemagne de football D2 en seulement 188 matchs pour les équipes du SV Waldhof Mannheim entre 1997 et 2001, 1. FC Sarrebruck entre 2001 et 2002, SSV Reutlingen 05 entre 2002 et 2003, FC Erzgebirge Aue entre 2003 et 2005 et Kickers Offenbach entre 2005 et 2007. 
Il est devenu entraîneur en 2008, d'abord de SG Sonnenhof Großaspach et depuis 2016 d'DSC Arminia Bielefeld..